# 卡贝克
卡贝克是吉尔吉斯斯坦奥什州琼阿赖区下辖的一个村。根据2009年吉尔吉斯共和国人口普查，全村人口为713人。